# 绿长葡萄螺
绿长葡萄螺（学名：Haloa nigropunctata），是头楯目长葡萄螺科Haloa属的一种。主要分布于韩国、台湾，常栖息在潮间带岩礁。